# Burch Lake
Burch Lake är en sjö i Antarktis. Den ligger i Östantarktis. Australien gör anspråk på området. Burch Lake ligger 1 meter över havet. Arean är 0,53 kvadratkilometer. Den ligger vid sjön Glider Lake. Den sträcker sig 2,2 kilometer i nord-sydlig riktning, och 2,1 kilometer i öst-västlig riktning.
I övrigt finns följande vid Burch Lake:
- Highway Lake (en sjö)
- Long Peninsula (en udde)
- Pendant Lake (en sjö)